# NK Belišće
Nogometni klub Belišće – chorwacki klub piłkarski z siedzibą w mieście Belišće. Został założony w 1919 roku.

## Historia
Klub został założony w 1919 roku jako BŠK (Belišćanski športski klub). W 1925 roku klub zmienił nazwę na BRŠK (Belišćanski radnički športski klub). Podczas II wojny światowej klub został przemianowany na Viktorija Belišće, a w latach 1945–1960 nosił nazwę FD Proleter. Obecna nazwa klubu obowiązuje od 1960 roku. W latach 1967–1972 oraz w latach 1971–1973 klub występował w drugiej lidze jugosłowiańskiej. W 1992 roku NK Belišće wywalczył historyczny awans do pierwszej ligi chorwackiej. Grał w niej przez trzy sezony. Od 1995 do 2008 grał w drugiej lidze.

## Historia występów w pierwszej lidze
| Sezon     | Pozycja      | M  | Pkt. | Z  | R | P  | GZ | GS |
| --------- | ------------ | -- | ---- | -- | - | -- | -- | -- |
| 1992/1993 | 15.          | 30 | 25   | 8  | 9 | 13 | 34 | 50 |
| 1993/1994 | 12.          | 34 | 32   | 12 | 8 | 14 | 55 | 51 |
| 1994/1995 | 16. (spadek) | 30 | 16   | 4  | 4 | 22 | 26 | 69 |

## Reprezentanci kraju grający w klubie
Stan na czerwiec 2015.
| - Ivo Ergović - Mario Galinović - Danijel Pranjić | - Muhamed Konjić - Barnabás Sztipánovics |